# 스크린 테어링

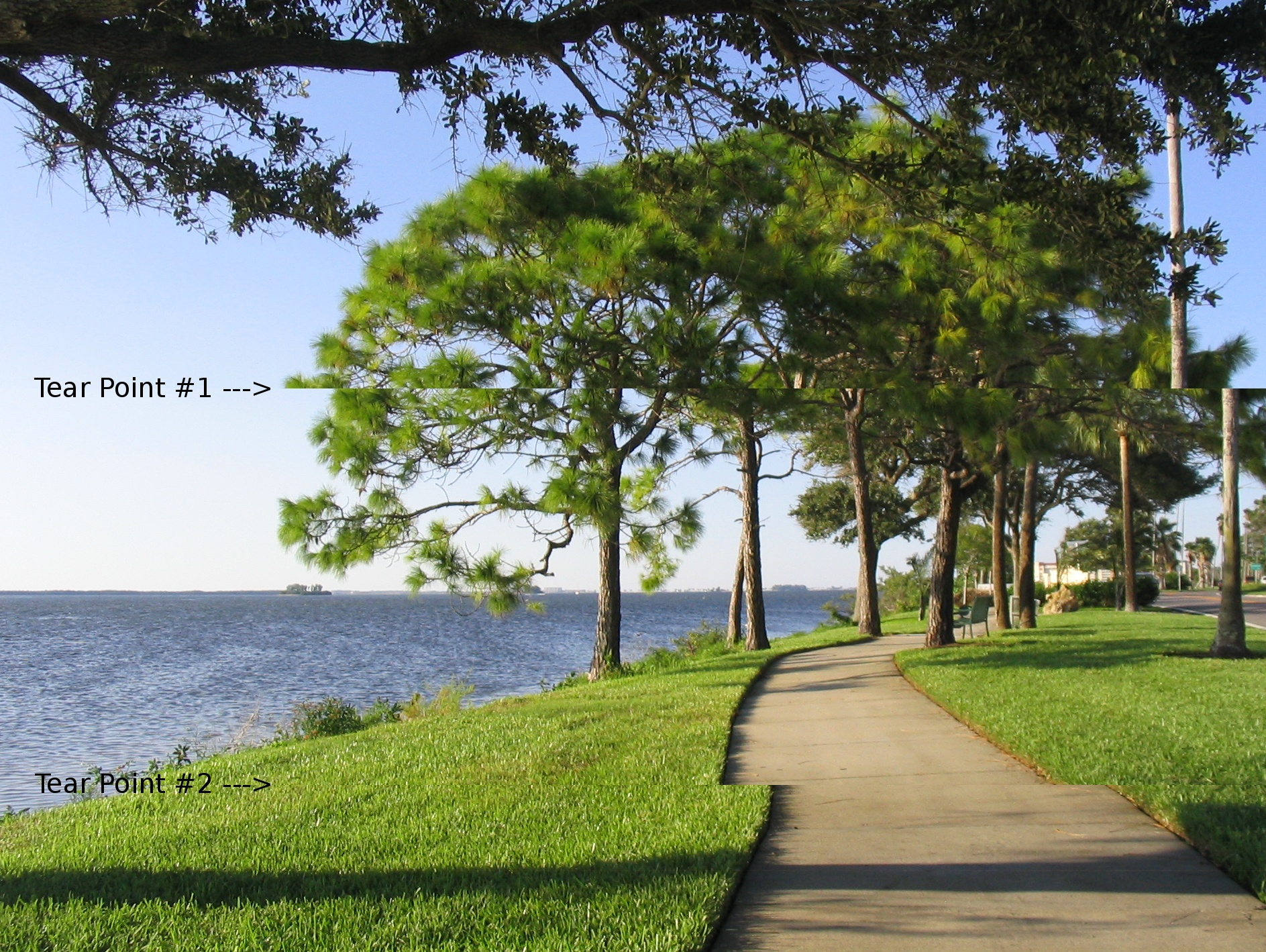
일반적인 비디오 테어링 효과 (시뮬레이트된 이미지)

스크린 테어링(screen tearing)은 디스플레이 장치가 단일 스크린을 그릴 때 여러 프레임으로부터 정보를 표시하는 비디오 디스플레이의 시각 인공물이다.
이 인공물은 장치에 대한 비디오 피드가 디스플레이의 재생 빈도와 동기되지 않을 때 발생한다. 일치하지 않은 화면 주파수에 의해 발생할 수 있으며 이때 테어 라인(tear line)은 위상차 변화에 따라 움직이게 된다. 단순히 동기의 부재를 이유로 발생할 수도 있다. 비디오가 움직이는 가운데 스크린 테어링은 벽이나 나무 따위의 물체의 모서리가 일렬로 정렬되지 않은 것처럼 보이게 만든다.
테어링은 일반적인 디스플레이 기술과 비디오 카드에서 발생할 수 있으며 영화 속 느린 카메라 패닝, 고전 사이드스크롤링 비디오 게임 등 수평으로 이동하는 시각 영상에서 눈에 잘 띈다.